# 五排水水库
五排水水库是中国四川省广安市武胜县境内的一座水库，位于嘉陵江支流长滩寺河上，建于1959年。水库正常库容为3570万立方米，集雨面积为316平方千米，海拔为320米。